# Jean-Pierre Nicéron
Jean-Pierre Nicéron (* 11. März 1685 in Paris; † 8. Juli 1738 ebenda) war ein französischer Lexikograf und Übersetzer.

## Leben und Wirken
Nicéron studierte am Collège Mazarin. Im August 1702 trat er den Barnabiten bei, da dort bereits ein Onkel tätig war. Er wurde später Professor für Rhetorik, Humaniora und neue Sprachen an diversen Collèges in Frankreich, so in Loches und Montargis. In Montargis verblieb er über zehn Jahre. Er widmete sich in dieser Zeit dem intensiveren Studium der neueren Sprachen und begann Werke aus dem Englischen zu übersetzen.
Nicéron ging 1716 zurück nach Paris. Hier begann er die Arbeit an seinem Hauptwerk, von dem 40 Bände aus seiner Feder erschienen. Der 40. Band wurde posthum veröffentlicht, darüber hinaus erschienen noch zwei weitere Bände von anderen Autoren. Sein Werk wurde unter anderem ins Deutsche übersetzt. Allerdings sieht sich das Werk Kritik ausgesetzt, dass der Umfang der Auseinandersetzung nicht immer der Relevanz der jeweiligen Gelehrten entspreche.

## Werke (Auswahl)
Monographien
- Mémoires pour servir à l’histoire des hommes illustres dans la république des lettres. Avec un catalogue raisonné de leurs ouvrages, 40 Bände, Briasson, Paris 1728–1740 (deutsche Übersetzung 1747–1777).

Übersetzungen
- Le voyage de Jean Ovington à Surate et en divers autres lieux de l’Asie et de l’Afrique, avec l’histoire de la révolution arrivée dans le royaume de Golconde, Paris 1725.
- La Conversion de l’Angleterre au Christianisme comparée avec sa prétendue réformation, Paris 1729.